# Isle of Dogs

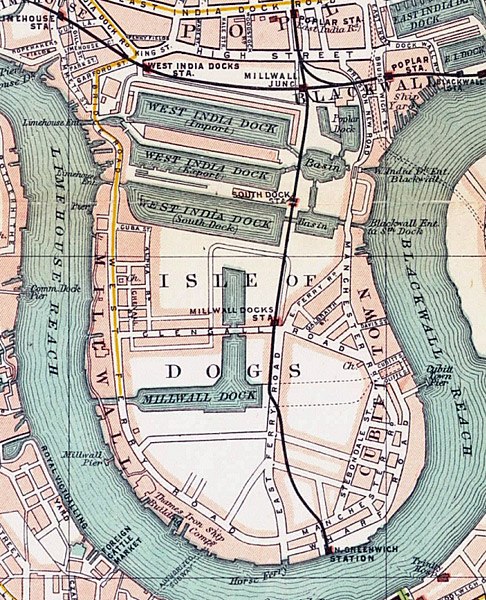
Mapa z roku 1899

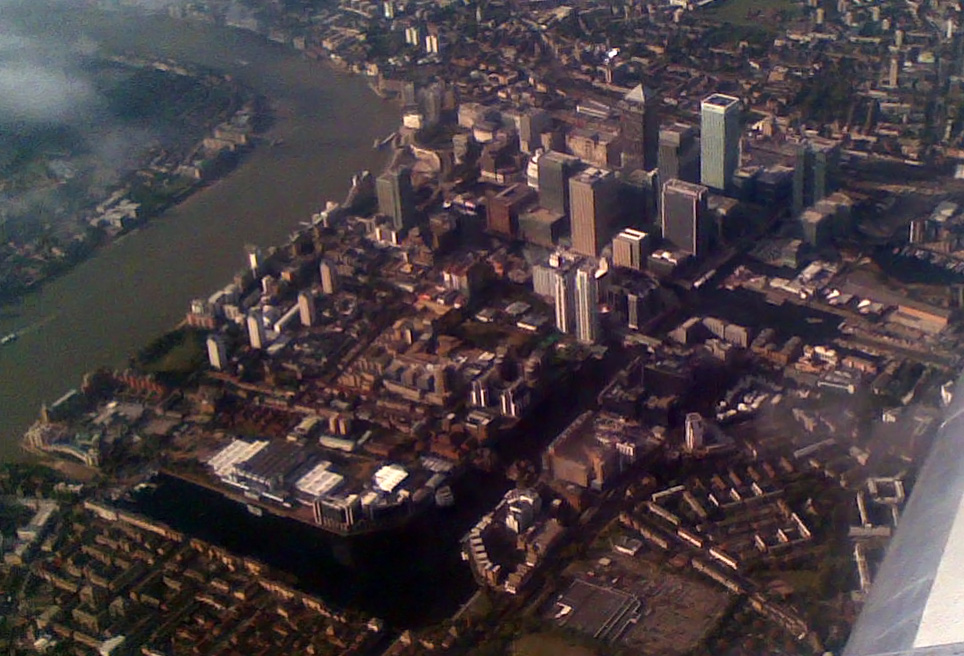
Letecký pohled

Isle of Dogs (Ostrov psů) je lokalita v londýnském obvodě Tower Hamlets. Leží v oblasti nazývané Docklands, která byla dříve městským přístavem. Ze tří stran ji obklopuje meandr řeky Temže, ze severu je oddělená bývalými doky, ale v oblasti Westferry Road na severozápadě je spojena asi čtyřicet metrů širokou šíjí s pevninou, takže se nejedná o ostrov, ale o poloostrov, široký asi 800 m a dlouhý půldruhého kilometru.

## Historie
Původ názvu je nejistý. Je možné, že pochází od královského psince, který se zde nacházel v dobách Jindřicha VIII. Může se také jednat o zkomoleninu anglického slova Dyke (česky hráz), nebo označení Dogger pro holandskou rybářskou loď. První zmínka o použití názvu pochází z roku 1520. V roce 1588 se označení poprvé objevuje na mapě.
Oblast byla bažinatá a často zaplavovaná, což komplikovalo trvalé osídlení. V roce 1802 byly vybudovány West India Docks, kde kotvily a byly opravovány námořní lodě. Oblast se stala střediskem obchodu a průmyslu, koncem 19. století se udává na Isle of Dogs přes 21 000 obyvatel. Po druhé světové válce byly doky postupně rušeny, ostrov se stal zanedbaným místem plným opuštěných skladů a továren, zdejší levné byty obývali převážně přistěhovalci. Nespokojenost místních obyvatel vedla k tomu, že v březnu 1970 vyhlásil místní občan Ted Johns na několik dní Ostrov psů samostatnou republikou. V osmdesátých letech začala revitalizace oblasti a byly vybudovány luxusní mrakodrapy Canary Wharf, kde sídlí obchodní a bankovní společnosti. Rozvoji lokality, nazývané Docklands, prospělo také budování infrastruktury související s pořádáním olympiády.
Na Isle of Dogs byly natáčeny katastrofické filmy, například 28 týdnů poté z roku 2007.